# Cuando seas mía
Cuando seas mía è una telenovela messicana trasmessa su Azteca Trece dal 7 maggio 2001 al 12 aprile 2002. È un remake della telenovela colombiana del 1994 Aroma de cafè (Café con aroma de mujer).

## Personaggi
- Teresa Suárez Domínguez "Paloma" / Elena Olivares Maldonado de Sánchez Serrano, interpretata da Silvia Navarro
- Diego Sánchez Serrano, interpretato da Sergio Basáñez